# Суранов, Александр Степанович
Александр Степанович Сура́нов (1913—2009) — советский конструктор авиационного автоматического оружия. Лауреат двух Сталинских премий второй степени.

## Биография
С 1935 года работает в ОКБ-16 (ныне КБ Точмаш имени А. Э. Нудельмана). В апреле 1941 г. Суранов (совместно с Нудельманом) приступает к самостоятельной разработке 37-мм автоматической авиационной пушки П-11, проект был утверждён 15 июня 1941 года, а 27 июля 1941 года уже был готов опытный образец. В августе 1941 г. были произведены отладка и заводские испытания П-11. В октябре 1941 года — марте 1942 года прошли Государственные испытания. По результатам испытаний решено переделать пушку под другой патрон (Ш-37), в течение трёх месяцев Суранов спешно перерабатывает конструкцию, которая после государственных и войсковых испытаний была принята на вооружение с названием НС-37 (Нудельман — Суранов, калибр 37 мм).
В начале июля 1943 года вышло Постановление ГКО СССР, согласно которому необходимо было разработать 45-мм автоматическую авиационную пушку, разработка которой поручено параллельно ОКБ-15 и ОКБ-16. Суранов на основе НС-37 успешно создаёт автоматическую пушку калибра 45 мм (пушка Ш-45 конструкции ОКБ-15 не прошла государственных испытаний), при этом выдержав габариты НС-37, что строго было оговорено в техзадании: особенно сложным было создание ствола новой пушки, который должен был помещаться в стандартную втулку винта самолётного двигателя ВК-105, ВК-107 (устанавливаемых на самолётах Як-9), чтобы не переделывать конструкцию этих двигателей. При этом толщина дульной стенки составляла всего 4 мм. Кроме того, на данной пушке был установлен дульный тормоз, что было впервые в СССР применено для авиационной пушки. После государственных и войсковых испытаний пушка получила название НС-45 (Нудельман-Суранов, 45 мм) и в 1944 году начался её серийный выпуск.
В ОКБ-16 (в 1943 года) на основе переделки противотанкового патрона 14,5 мм создаётся новый 23-мм патрон, а затем под руководством Суранова создаётся автоматическая авиационная пушка под разработанный патрон. 4 мая 1944 года успешно прошли наземные государственные испытания пушки, а 7 июня 1944 г. прошли и лётные испытания на самолёте Як-9, 10 октября 1944 года ГКО СССР принял пушку на вооружение под маркой НС-23 (Нудельман-Суранов, 23 мм).
В 1951 году Суранов оканчивает Московский вечерний машиностроительный институт.
Скончался А. С Суранов в 2009 году .

## Награды и премии
- Сталинская премия второй степени (1943) — за разработку нового образца артиллерийского вооружения
- Сталинская премия второй степени (1945) — за разработку новых авиационных пушек[1]
- орден Ленина — Указом Президиума Верховного Совета СССР «О награждении орденами и медалями работников ордена Ленина завода № 74 Народного комиссариата вооружения» от 5 января 1944 года «за выдающиеся заслуги в деле освоения новых видов авиационного и стрелкового вооружения и образцовое выполнение заданий Государственного комитета обороны по увеличению выпуска вооружения для фронта»[2]
- орден Отечественной войны I степени
- орден Трудового Красного Знамени
- орден Красной Звезды
- орден Дружбы народов
- медали